# Gyruss
Gyruss (Japans:ジャイラス; Jairasu) is een arcadespel, meer specifiek een tube shooter, uit 1983 dat werd ontwikkeld door Konami. Het spel is ontworpen door Yoshiki Okamoto, die eerder Time Pilot voor Konami maakte. Dit was zijn laatste spel dat hij voor Konami maakte, omdat hij werd ontslagen en overstapte naar Capcom, waarvoor hij 1942 en Street Fighter maakte. In de Verenigde Staten was het spel gelicentieerd aan Centuri. Later werd het spel uitgegeven voor andere platforms zoals de NES en Commodore 64.

## Spelverloop

### Oorspronkelijke versies
De speler bestuurt een ruimtetuig dat zich tussen de Kuipergordel en Neptunus bevindt. De speler dient de Aarde te bereiken en dient daarvoor alle tussenliggende planeten te passeren: Neptunus, Uranus, Saturnus, Jupiter, Mars en ten slotte de Aarde.
Het speelveld is een tube shooter: de speler ziet zijn ruimtetuig vanuit een derde dimensie. Dit ruimtetuig kan zich enkel bewegen over de contouren van een onzichtbare, denkbeeldige cilinder. De vijandige schepen komen in enkele groepjes van buiten het speelveld binnengevlogen, gaan dan naar het middelpunt van het speelveld en vallen dan in groepjes aan waarbij ze vuren. Zodra de vijandige schepen terug aanvallen, verschijnen er ook enkele planetoïden, satellieten en laserstralen.
De eerste ronde, waarin de speler naar Neptunus vliegt, bestaat uit twee subrondes. Op het einde van de tweede subronde wordt Neptunus zichtbaar en vliegt het ruimtetuig er automatisch naartoe. Er volgt dan een bonuslevel waarin de speler enkel vijandige ruimtetuigen dient te raken. In het bonuslevel is er geen tegenstand van de vijand. De tweede tot en met de zesde ronde bevatten drie subrondes. Na elke ronde is er nog steeds een bonuslevel. Daarna volgt een ronde, ook bestaande uit drie subrondes, waarbij de speler terug van Aarde naar Neptunus vliegt. Het spel vervolgt dan vanaf het eerste bonuslevel, maar moeilijker.
Als speler start men met een wapen dat slechts één laserstraal kan afvuren. Naarmate hij meer satellieten uitschakelt, worden zijn wapens krachtiger. Als de speler een leven verliest, start hij terug met het wapen met één laserstraal.

### NES-versies
In de versie voor NES is het spelverloop ietwat anders, waaronder als meest belangrijke:
- De speler dient te vliegen van Pluto naar de zon.
- Na het spelen van de laatste ronde eindigt het spel
- Alle rondes bestaan uit 3 subrondes.
- Wanneer alle vijanden van de laatste subrondes zijn uitgeschakeld, verschijnt er nog 1 extra krachtige vijand.

## Trivia
- Hoewel Pluto bij release van het spel nog aanzien werd als een planeet, komt dit niet voor in het originele spel.
- De muziek in het spel is een adaptie van de Toccata uit "Toccata en Fuga in d-moll (BWV 565)" van Johann Sebastian Bach.
- Het spel is opgenomen in het boek 1001 Video Games You Must Play Before You Die van Tony Mott.
- Een kloon van Gyruss is als minigame te spelen in Grand Theft Auto: San Andreas.